# Kubu Parak Karakah
Kubu Parak Karakah is een bestuurslaag in het regentschap Padang van de provincie West-Sumatra, Indonesië. Kubu Parak Karakah telt 13.362 inwoners (volkstelling 2010).